# HK Norilsk
Hockeyklub Norilsk (russisk: Хоккейный Клуб Норильск) er en professionel russisk ishockeyklub fra Norilsk, og som har hjemmebane i Sportspalads Arktika. Klubben blev grundlagt i 2023, og siden da har klubben spillet i Ruslands næstbedste ishockeyliga, VHL. 

## Historie
Tekst mangler, hjælp os med at skrive teksten

## Sæsoner

### VHL(2023-)
| VHL     | VHL       | VHL       | VHL       | VHL       | VHL       | VHL       | VHL       | VHL       | VHL       | VHL                                    |
| Sæson   | Grundspil | Grundspil | Grundspil | Grundspil | Grundspil | Grundspil | Grundspil | Grundspil | Grundspil | Slutspil                               |
| Sæson   | Division  | Plac.     | K         | V         | Vo        | To        | T         | Målscore  | Point     | Slutspil                               |
| ------- | --------- | --------- | --------- | --------- | --------- | --------- | --------- | --------- | --------- | -------------------------------------- |
| 2023-24 | -         | 15/29     | 56        | 23        | 5         | 8         | 20        | 167-159   | 64        | Ottendedelsfinalist (Rubin Tjumen 1-4) |

## Trænere
Tekst mangler, hjælp os med at skrive teksten